# M4中戦車に関連する作品の一覧

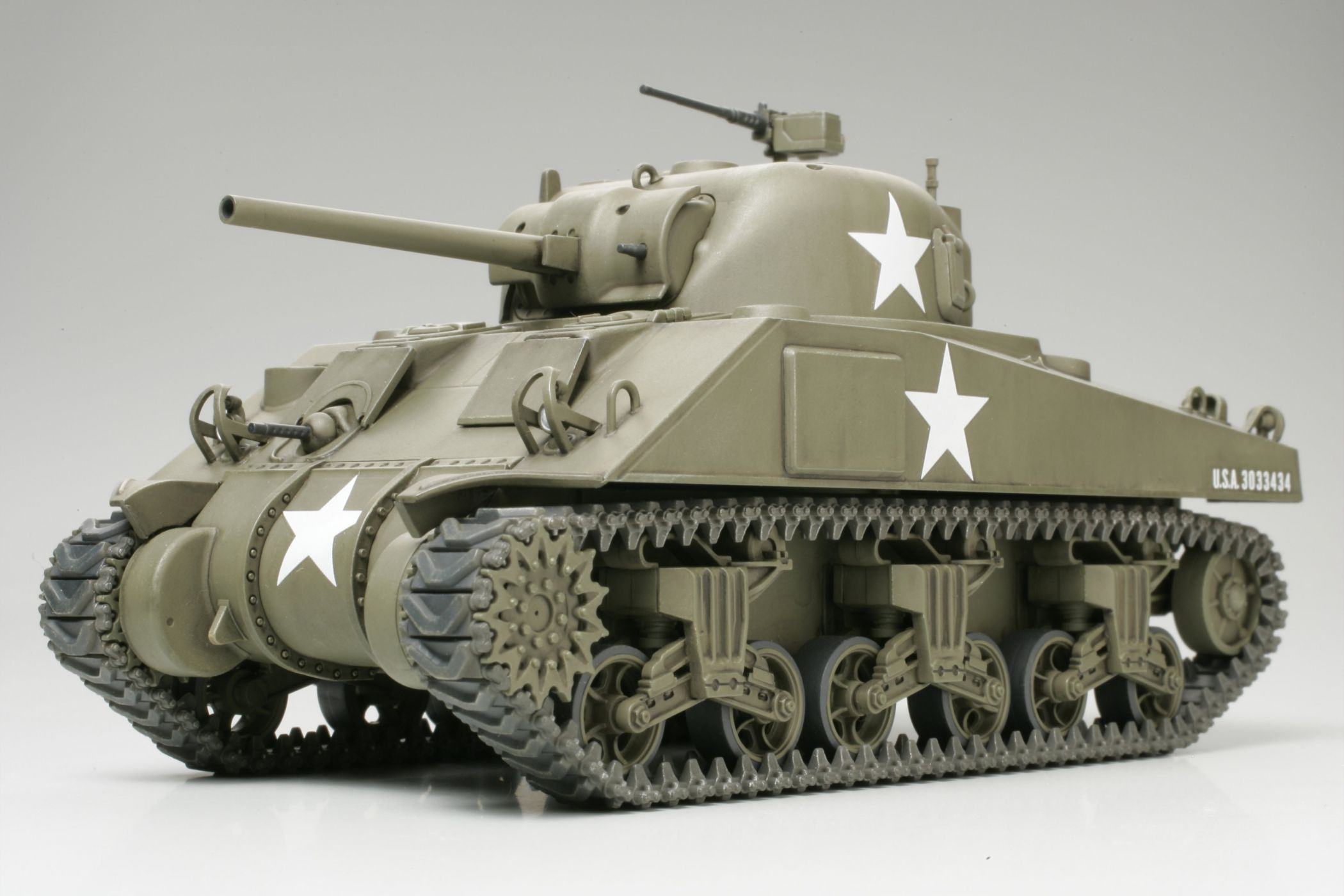
M4中戦車

M4中戦車に関連する作品の一覧は、第二次世界大戦期およびこれ以降にアメリカ軍および連合軍で運用された中戦車であるM4"シャーマン"中戦車およびバリエーション車種に関連する作品の一覧である。

## 映画
『戦火のかなた』（1946年、イタリア）
前期A1(75)型が登場。ドーザーブレード用の取り付け具が装着されている。
『撃滅戦車隊3000粁』（1956年、イギリス）
記録映像の流用ではない映画用に新たに撮影されたカットでは、イギリス軍仕様の前期型車体シャーマンIII（M4A2(75)）が多数登場。1輌だけファイアフライのような長砲身型が混じっているが、マズルブレーキ形状が全く異なるため、撮影用のダミーの可能性もある。

### 日本映画
『地球防衛軍』（1957年）
日本映画初登場。防衛隊の戦車とされたA3E8型が、富士裾野のミステリアンドームを砲撃するが効果はなく、逆にミステリアン・ドームからの怪光線で殆どが破壊され、生き残った1輌が接近しつつ砲撃を続行するも、突然陥没し始めた地面に飲み込まれて最終的には壊滅してしまう。
実写映像やミニチュアのほか、実物大のセットも撮影に使用されている。なお、このミニチュアは『ゴジラ』などで使用されたM24軽戦車のミニチュアを改造したものであるために足回りが実物と異なっており、以降の特撮作品でも度々使用されている。
『大怪獣バラン』（1958年）
実車とミニチュアで、陸上自衛隊のA3E8型が登場。湖から出現したバランを砲撃する。
『人間の條件』（1959年 - 1961年）
ソ連軍戦車役でA3E8型が登場。撮影には、陸上自衛隊所属車輌が使用されている。
『モスラ』（1961年）
防衛隊の戦車として登場。東京を進攻するモスラに対して富士特車隊所属車輌が出動し、無反動砲搭載ジープや装軌式ミサイル車両と共に砲撃を加えるが効果を与えることはできず、その内の1輌がモスラによって崩れたビルの下敷きになってしまう。
『キングコング対ゴジラ』（1962年）
某国基地の戦車として登場。車体には赤い星のマークが描かれており、基地を襲撃してきたゴジラを迎撃するが、放射熱線で数輌が撃破され、残存車輌は格納庫内へ退却する。
また、陸上自衛隊所属車両も登場しており、国会議事堂に登ったキングコングを包囲する。
高崎でゴジラを迎撃するシーンも撮影されていたが、高崎のシーンはすべてカットされた。
撮影用ミニチュアは、『地球防衛軍』でも使われたM24軽戦車からの改造、また炎上するカットなどはヨネザワのブリキ製玩具の流用。
昭和ガメラシリーズ（1965年 - 1980年）
61式戦車と共に陸上自衛隊の主要兵力として登場。
『フランケンシュタインの怪獣 サンダ対ガイラ』（1966年）
陸上自衛隊所属車両が登場。ガイラが上陸したことを受けて出動し、L作戦の前哨のため61式戦車や60式106mm無反動砲搭載ジープと共に谷川沿いに展開するも、ガイラ接近を受け司令部の攻撃許可を待たずに射撃を開始してしまい、刺激されたガイラによって多数が放り投げられてしまう。その後、自分の住処である海へ帰ろうとするガイラの追撃を行うほか、東京にガイラが上陸した際は都内に展開しガイラを包囲して攻撃を行う。
登場するのは『キングコング対ゴジラ』でも使われたミニチュアのみだが、実物と違い砲身の先端には61式戦車等と同じT字型マズルブレーキが装着されている。
『激動の昭和史 沖縄決戦』（1971年）
アメリカ軍の戦車としてA3E8型が登場。撮影には、陸上自衛隊所属車輌と実物大セットが使用されている。

### アメリカ映画
『宇宙戦争』（1953年）
アメリカ海兵隊の戦車としてM4A1E8型が登場。火星から送り込まれたマーシャーン・ウォー・マシーンを砲撃するも効果はなく、怪光線による反撃で多数が消失してしまい、残存部隊は敗走する。
撮影には、アリゾナ州軍所属車輌が使用されている。
『史上最大の作戦』（1962年）
上陸用のシャーマンDD風の装備を付けたM4A1(76)Wが登場。
現実には76mm砲搭載型の初の実戦は7月25日からのコブラ作戦で、この映画の6月6日時点でのフランスには存在しない。撮影には、フランス軍に供与された車輌が改造され使用されている。
『戦略大作戦』（1970年）
アメリカ軍の戦車としてM4A3E4型が登場。米軍が大戦中に使わなかった75mm砲塔に長砲身型である理由づけとして、砲身に鉄パイプを被せて90mm砲に偽装しているという、車長であるオッドボールの台詞がある。
撮影には、ユーゴスラビア軍に供与された車輌が使用されている。
『遠すぎた橋』（1977年、イギリス合作）
イギリス軍の戦車としてM4A1E8型など多数が登場。ファイアフライの実物が少なくとも1輌登場しているが、多くは105mm榴弾砲搭載のM4型の砲身に細いダミー砲身を差し込んで延長した改造車である。また、遠景で走っているのはランドローバーにグラスファイバー製のボディーを被せた撮影用プロップである。
『最前線物語』（1980年）
ティーガー戦車役でM51が登場。チュニジアでアメリカ第1師団を苦しめる。
『ブルース・ブラザース』（1980年）
物語の終盤、シカゴ市役所へ向かう主人公達を追うイリノイ州軍の戦車として、M4A3が登場。75mm砲搭載型と76mm砲搭載型が混用されている。
『プライベート・ライアン』（1998年）
冒頭のノルマンディー上陸作戦のシーンに登場。ミラー大尉が「戦車は沖で沈んだ」と言ってから、部下を引きずりつつ斜面に前進するまでの場面で、上陸に成功したと思しき1台のM4が遠方に一瞬だけ映っている。また、本編中では確認できない別角度で写された画像では、煙突を延長したM4A1が最低2両いることが確認できる。
『硫黄島からの手紙』（2006年）
アメリカ海兵隊の前期A2型が登場。硫黄島に上陸し、海兵隊員たちの盾になりながら日本陸軍を攻撃するが、九八式臼砲弾の直撃で1輌が撃破されてしまう。作中では、火炎放射戦車型も登場している。
『フューリー』（2014年）
主人公らが搭乗する戦車として、側面に増加装甲を兼ねた丸太、前面に予備履帯と予備転輪、ドイツ軍から鹵獲したガスマスクを装着し、砲身に白ペンキで「FURY」と描いたM4A3E8型（実際はM4A2E8型。後述）、通称「フューリー」が登場するほか、フューリーが所属している戦車小隊にM4A3(76)W型・A1(76)W型・A2(75)型・A4(75)型が配備されている。
小隊長車を務めていたM4A3(76)W型は、ヒトラーユーゲントのパンツァーファウストでスポンソン上の弾庫を直撃され炎上。残るA1(76)W型とA2(75)型、A4(75)型はドイツ軍のティーガーIと遭遇して戦車戦を行うが、砲撃がことごとく弾かれ、有効打を与える事ができないまま一方的に撃破されてしまい、フューリーが接近戦の末に撃破するも他の2両は撃破される。その後フューリーは移動先で対戦車地雷により走行不能となったまま、武装親衛隊の擲弾兵部隊と戦闘となり、最後は新任の副操縦手兼機銃手だけが脱出ハッチから待避し生還した。
主人公の乗る「フューリー」は当時米軍で使われていたM4A3E8型ではなく、コレクターの所有するディーゼルエンジン型のM4A2E8型である。

## テレビドラマ
『空飛ぶ広報室』（2013年、日本）
第4話にて主人公らが防衛大学校に取材に行った際に、現地にて保存されている陸上自衛隊のE8型が61式戦車と共に写り込んでいる。

### アメリカのテレビドラマ
『戦闘機対戦車』（1973年）
ナチス・ドイツ軍戦車役でA3E8型が登場。北アフリカ戦線にて、損傷して滑走しかできなくなったP-40 ウォーホーク戦闘機を執拗に追い回す。
『バンド・オブ・ブラザース』（2001年）
グリズリー巡航戦車がアメリカ軍戦車役で度々登場。第3章ではアメリカ軍第2機甲師団のM4が一方的にドイツ軍突撃砲隊を撃破して撃退しているが、第4章ではイギリス軍のM4が待ち伏せしていたティーガーIとヤークトパンターに一方的に撃破されて撃退されている。
『ザ・パシフィック』（2010年）
ペリリューの戦いを描いた第5章と第6章、硫黄島の戦いを描いた第8章、沖縄戦を描いた第9章に登場。カナダ軍のグリズリー戦車を使用。

## アニメ・漫画
『ガールズ&パンツァー』
第5話よりサンダース大学付属高校の車両としてM4（前期型）・M4A1(76)型・A6型・シャーマン ファイアフライが登場。
『ガールズ&パンツァー 劇場版』
TV版から引き続きサンダース大学付属高校のA1・A5・ファイアフライが大学選抜戦に出場。
『ガールズ&パンツァー 最終章』
引き続きA1・M4A1(76)型・ファイアフライがサンダース大学付属高校の車両として登場。
『昆虫国漂流記』
戦後、自転車屋の店先へ進駐軍のM4が乗り付けて、「ゼロファイターを作った日本人なら修理出来ない訳が無い」とM1911拳銃を振り回して米兵が自転車屋に修理を要求するのを、幼い松本零士が小倉で目撃するシーンがある。
『最前線』（のちに二世部隊物語に改題）
望月三起也著、日系アメリカ人で編成されたアメリカ陸軍の部隊で、いわゆる「二世部隊」（実際に編成された第442連隊戦闘団かは不明）に所属する兵士を主人公とした漫画。各巻でアメリカ軍の主力戦車として活躍するが、1巻では主人公らが乗り込みドイツ海軍の駆逐艦を撃沈している。
『ストライクウィッチーズ』
リベリオン軍の戦車として初期型が劇場版とTVアニメ第3期『ROAD to BERLIN』に登場。『ROAD to BERLIN』では多連装ロケット砲を搭載した車両も登場している。
『西武新宿戦線異状なし』
大野安之作画版では、自衛隊の装備を改造したと思われるA3をベースとした足回りがVVSSの形式不明の回収車（破砕砲とクレーンを装備）を革命軍の物資調達部隊が使用。近藤和久作画版（未完）ではベース車両不明のオリジナルデザインになっている。
『戦場まんがシリーズ』
連合軍戦車として、多数の作品に登場。欧州を舞台にした「ラインの虎」「幽霊軍団」などではやられ役だが、太平洋戦線では日本軍にとっての強敵として現れる。ただし、「零距離射撃88」「鉄の墓標」のように、秘匿していた日本の兵器にやられる展開も多い。
『総員玉砕せよ!』
ニューブリテン島へ上陸してくる米軍の戦車として登場。
『鉄人28号』
自衛隊の戦車としてたびたび登場。
『独立戦車隊』
「紅の墓標」にて、イギリス軍のものが3両登場する。うち1両は日本軍が陣地を設けたパゴダの2階に発砲しつつ接近するが、障害物に乗り上げて速度を落とし、装甲が比較的薄い車体下面をさらしたところを一式機動四十七粍速射砲の攻撃を受け、撃破される。また、パゴダの裏に向かった1両も、先回りした一式機動四十七粍速射砲の零距離射撃を受け、撃破される。
『ドラネコロック』
主人公の父親泉屋おやじが戦争体験を語る回「かなしき戦場!!」で75㎜砲搭載型、76㎜砲搭載型、火炎放射型が登場。アメリカ軍海兵隊相手に超人的な活躍をするおやじを76㎜砲搭載型が投降に追い込んだ。
『秘密探偵JA』
13巻「幻のハーケンクロイツ」の冒頭のエル・アラメインの戦いのシーンで登場。しかし、イギリス軍なのにアメリカ陸軍の国籍マークである白い星がマーキングされていたり、この時点では存在しないマズルブレーキ付きの76㎜砲搭載型が登場している。
『深く静かに沈没せよ！！』
大野安之の漫画。収録作「ああ熱砂の蒼空に荒鷲は羽ばたかない」にボー王国の戦車として登場。ボー国の財力を活かして120mm滑降砲、リアクティブアーマー、ガスタービンエンジンを搭載するなど魔改造されており、ラクダのように砂漠の移動手段として使われる。
『魔法のプリンセス ミンキーモモ』
空モモ第21-22話に登場。線路上に鎮座して列車を待ち受ける。
『ルパン三世シリーズ』
『ルパン三世』
第21話で封鎖線の車両として登場。陸上自衛隊の物と思われる。
『ルパン三世 盗まれたルパン 〜コピーキャットは真夏の蝶〜』
ルパンと昔なじみの機械工であるランバージャックが使用。

## 小説
『アメリカ本土決戦 戦艦“大和"米艦隊を殲滅す!』
檜山良昭の架空戦記。ハワイを攻略してアメリカ西海岸に侵攻した日本軍の九七式中戦車を圧倒するが、戦艦「大和」などの艦砲射撃で撃破される。
『鏖殺の凶鳥』（文庫名：『凶鳥〈フッケバイン〉 ヒトラー最終指令』）
ソ連にレンドリースで供与された車両が登場。作品序盤でT-34とともにベルリン近郊のドイツ軍陣地を攻撃するが、エレファント重駆逐戦車やパンツァーファウストによる反撃で全滅し、以降は登場しない。
『征途』
戦後日本が南北に分断国家になった世界で、西側陣営の日本国（南日本）警察予備隊の特車としてM4A3E8が登場。北海道戦争（朝鮮戦争の日本版）で東側陣営の日本人民赤軍のT-34戦車と交戦する。
『大日本帝国欧州電撃作戦』
日本軍を含む連合軍側の戦車として登場。ソ連軍相手の後半は敵重戦車に歯が立たたないため、M26パーシングに主力を譲っている。
『パラレルワールド大戦争』
アメリカ軍戦車として76mm砲搭載型が登場。史実より早く決行されたダウンフォール作戦によって数百両が房総半島に上陸するが、松代大本営跡に生じたタイムトンネルを介して1945年の日本に介入した自衛隊の74式戦車、61式戦車、75式自走155mmりゅう弾砲、60式自走106mm無反動砲と交戦して大損害を被り、さらに自衛隊から供与された89ミリ・バズーカ砲を装備する日本軍兵士らの攻撃で全滅する。
『遙かなる星』
第三次世界大戦でアメリカ合衆国が崩壊した世界にて、大戦終結後の旧合衆国東部を支配する武装勢力「東軍」が、元州軍のM4A3E8型を装備している。
『レッドサン ブラッククロス』
第三次世界大戦時の合衆国陸軍の主力戦車として登場。ドイツ軍のV号戦車パンテル改型と交戦しているが、ほとんど一方的に撃破されてしまう。また、ドイツ軍のが占領した合衆国の工場で生産された「M4（a）シャーマン中戦車」という戦車が登場、ドイツ軍で使用され合衆国軍のシャーマンと交戦しこれを撃破している。さらに駆逐戦車M4（a）ヤークト・シャーマンも登場する。
『連合艦隊西進す』
日本陸軍の装備の貧弱さ、特に装甲・火力がドイツ戦車には不十分と考えられ、中立国のアメリカのM4A2を二式中戦車として採用する。

## ゲーム
『R.U.S.E.』
アメリカの中戦車としてM4が、火炎放射戦車としてクロコダイルが登場。
『War Thunder』
米・独・ソ・英・日・仏・伊・中の8ヶ国のツリーに登場。
米国ツリーにはM4A1(75)・M4(75)・M4A3(105)・M4A2(75)・M4A1(76)W・M4A2(76)W・M4A3(76)W・M4A3E2(75)・M4A3E2(76)Wの9両が登場するほか、課金・イベント車両としてM4A5(Ramll)・M4A3E2(75)CobraKing・T34 Calliopeが登場している。
ドイツには戦闘時に撃破、廃棄され鹵獲されたM4A2(75)がM4 Pz.Kpfw.748(a)として存在するが普段販売はされていない。
ソ連にはレンドリースによってアメリカから輸入された★M4A2(76)W(課金)が存在するが性能は変わらない。
英国ツリーにはShermanI、Sherman II・Sherman Fireflyが登場している。また、課金車両としてFirefly《Scorpion》が登場する（ドイツ軍の戦車エースであるミハエル・ヴィットマン搭乗中のTiger Iを撃破したカナダ軍配備の車両）。
日本ツリーには陸上自衛隊に供与されたM4A3E8であるM4A3(76)Wが登場している。
仏国ツリーにはM4A1・M4A3E2(75)・M4A4 (SA50)の3両、課金車両としてエジプトのM4A1 (Fl.10)が登場している。
イタリアツリーには戦後イタリアに供与されたファイアフライであるM4 tipo icが登場している。
中国ツリーには中国国民党軍に供与されたM4A4が登場している。
いずれも開発または購入することでプレイヤーが使用可能となる。
『World of Tanks』
アメリカ中戦車M4・M4A3E2 Sherman Jumbo・M4A3E8 Shermanが開発可能。M4A3E8 Thunderbolt VII（後のアメリカ陸軍参謀総長クレイトン・エイブラムスの搭乗車両）・M4A3E8 Fury（上記の映画『フューリー』とのタイアップ）・M4 Improved（傾斜装甲型）・M4A2E4 Shermanが登場。
イギリス中戦車Sherman IIIとして開発可能。Sherman Fireflyも参照。
フランス中戦車M4A1 Revaloriséとして販売。スーパーシャーマンも参照。
いずれも開発または購入することでプレイヤーが使用可能となる。
『怪獣征服』（原題『The Creatures that ate Sheboygan』 シーボイガン市を食った奴）
SPI社のウォー・シミュレーションゲーム。アメリカの田舎町に出現した怪獣を迎撃すべく、パトカーや消防車と共に在郷軍人会のM4戦車が動員される。
『艦隊これくしょん -艦これ-』
対地攻撃用装備としてDD戦車が「M4A1 DD」の名称で登場。限られた艦娘にしか装備できないが、一部の陸上型の敵に対して非常に強力な特効を持つ。
『コール オブ デューティ』シリーズ
『CoD:UO』
アメリカ軍の戦車としてA3が登場し、プレイヤーも操縦可能。
『CoD:FH』
米軍の戦車としてA3が登場する。
『CoD2』
米軍・イギリス軍の戦車としてA3が登場する。OD色単体の他、砂漠迷彩を施した車両やヘッジロウカッターを装着した車両が登場する。
『CoD2:BRO』
『CoD3』
米軍・カナダ軍・ポーランド軍第1機甲師団の戦車としてA3が登場する。
『CoD:WaW』
A3がアメリカ編にのみ登場する。
『CoD:WWII』
アメリカ軍の戦車として75mm砲塔のA3に76.2mm砲を搭載した架空のモデルが登場。キャンペーン「巻き添え」でのみ操作可能。オンラインでは、搭載機銃のブローニングM1919A4のみ操作可能。

『コンバットチョロQ』
アメリカタンクとして登場。
『新コンバットチョロQ』
ファイアフライが架空の国家ニビリア王国の国王の車体として登場。戦闘には参加しないものの、プレイヤーの所属国家であるプロトン王国同様敵国家のQシュタイン帝国の悪行を見過ごすわけにはいかず、ボアン大尉（車体はメルカバ Mk 3）をはじめとしたニビリア王国の兵士をプロトン王国の援軍に出す。また、ある条件を満たすとプレイヤーも使用可能になる。

『トータル・タンク・シミュレーター』
アメリカの中戦車としてM4A3(75)がSHERMAN、改中戦車としてM4A3E2(76)がJANBO、M4A3(76)がFURYとして登場。
また神風戦車としてシャーマンクラブがCRAB、火炎放射軽戦車としてM4A3E8、ロケット戦車としてT34カリオペがT34CARIOPE、またM10、M18、M36も登場。
アメリカ、イギリス、フランス、ソ連、ポーランドの地雷スポナーとしてシャーマンドーザーがDOZERとして登場。
アメリカ、フランス、ポーランド、イタリアの回収車としてM32が登場。
『バトルフィールド』シリーズ
『BF1942』
米軍・アメリカ海兵隊・イギリス軍・カナダ軍の中戦車として登場。
『BF1943』
米海兵隊の戦車として砲塔上に防盾付きのブローニングM1919重機関銃を搭載したA1が登場する。
『BFV』
キャンペーンに敵もしくは味方戦車として登場(プレイヤーは使用不可)。マルチプレイでは米軍の中戦車として使用可能。
『パンツァーフロント』
M4・A1が登場。
『虫けら戦車』
A3・ファイアフライ・DDが登場し、アリほどの大きさになったプレイヤーのドイツ軍がフィールド上に落ちている車両を見つけると使用可能になる。DDは他の戦車が侵入できない水上を移動可能。また、小さくなった連合国軍はA3を装備している。
『メタルサーガニューフロンティア』
中盤に入手可能な戦車として登場。

## その他
マルちゃん赤いきつねと緑のたぬきのCM
武田鉄矢の「戦車が怖くて赤いきつねが食えるか!!」という台詞と共に登場。
第36回全国高等学校クイズ選手権
敗者復活戦で前述のフューリーに登場したプロップ車が登場。